# 제1특과단
제1특과단(일본어: 第1特科団 다이이치톳카단[*], 영어: JGSDF 1st Artillery Brigade)는 육상자위대 북부방면대 예하 특과단이다.

## 역사
1952년 10월 15일, 나라시노에서 북부방면특과단 본부, 우쓰노미야에서 본부중대, 나라시노에서 독립 제1특과군이 창설되었다. 12월 10일, 단 본부와 본부중대가 삿포로 주둔지로 이사하고 북부방면대에 예속되었고 5일 뒤, 12월 15일에는 독립 제특과군 본부와 본부중대가 치토세 주둔지로 이사하였다.
1953년 4월 1일, 독립 제61특과대대가 다카다 주둔지에서 삿포로 주둔지로 이사하여 단본부로 전속하였다. 5월 16일, 치토세 주둔지에서 독립 제1관측중대가 창설되었다.
1954년 1월 10일, 특과단 항공대가 삿포로 주둔지에서 창설되었다. 7월 1일, 육상자위대가 발족하자, 북부방면특과단은 제1특과단, 독립 제1특과군은 제1특과군, 독립 제61특과대대는 제105특과대대, 독립 제1관측중대는 제301관측중대로 개명되었다. 9월 20일, 단 본부와 본부중대는 히가시치토세 주둔지로 이사하였다. 5일 뒤, 삿포로 주둔지에서 제1고사특과군과 제113특과대대가 창설되었다. 10월 20일, 특과단 항공대가 기타치토세 주둔지로 이사하였다.
1956년 1월 15일, 제105,113특과대대를 편성한 제4특과군이 창설되었다.
1957년 11월 25일, 제301관측중대가 히가시치토세 주둔지로 이사하였다.
1962년 1월 18일, 특과단 항공대가 해체되고, 단 본부와 본부중대, 제301관측중대가 기타치토세 주둔지로 이사하였다.
1969년 3워 25일, 67식 30형 로켓탄발사기를 장비한 제125특과대대가 창설되었다.
1971년 3월 25일, 제1과사특과군 예하 제118특과대대와 무선유도표적기대가 단 예하로 전속하였다. 이즈카 주둔지에서 해체된 제3특과군의 제114특과대대가 67식 30형 로켓탄발사기를 장비한 제126특과대대로 개편성되었다.
1972년 3월 24일, 제118특과대대를 기반으로 제4고사특과군이 창설되었다. 그리고 제1고사특과군, 제4고사특과군을 편성한 제1고사특과단이 창설되고, 무선유도표적기대가 전속하였다.
1978년 3월 25일, 제126특과대대가 비바이 주둔지로 이사하였다.
1980년 3월 25일, 제301관측중대에 대포병레이다가 지급되었다.
1984년 11월, 203mm 자주유탄포  M110A2이 지급되었다.
1991년 6월, 88식 지대함유도탄이 지급되었다.
1992년 3월 27일, 제125특과대대가 제1지대함유도탄연대로 재편성되었다.
1993년 3월 30, 제126특과대대가 제2지대함유도탄연대로 재편성되었다.
1994년 3월 28일, 제3지대함유도탄연대가 창설되었다.
2000년 3월 28일, 후방지원체제 변경에 따라 정비부문이 북부방면후방지원대 제101특과직접지원대대로 넘어갔다.

## 편성
- 단 본부 및 본부중대 - 기타치토세 주둔지
- 제1특과군
  - 군 본부 및 본부중대 - 기타치토세 주둔지
  - 제101특과대대 (3개 중대, 203HSP) - 비호로 주둔지
  - 제102특과대대 (3개 중대, 203HSP) - 기타치토세 주둔지
  - 제129특과대대 (3개 중대, M270 MLRS) - 기타치토세 주둔지
- 제4특과군
  - 군 본부 및 본부중대 - 가미후라노 주둔지
  - 제104특과대대 (3개 중대, 203HSP)
  - 제131특과대대 (3개 중대, M270 MLRS)
- 제1지대함유도탄연대 (4개 중대, 88식 지대함유도탄) - 기타치토세 주둔지
- 제2지대함유도탄연대 (4개 중대, 88식 지대함유도탄) - 비바이 주둔지
- 제3지대함유도탄연대 (4개 중대, 88식 지대함유도탄) - 가미후라노 주둔지
- 제301관측중대 - 기타치토세 주둔지

## 계보
- 1952년 10월 15일
  - 일본어: 北部方面特科団
  - 영어: JGSDF Northern Artillery Brigade
- 1954년 7월 1일
  - 일본어: 第1特科団 다이이치톳카단[*]
  - 영어: JGSDF 1st Artillery Brigade